# Lamborghini Diablo
De Lamborghini Diablo is een supersportwagen van het Italiaanse automerk Lamborghini. De wagen werd voor het eerst aan het publiek getoond in 1990 en volgde de Lamborghini Countach op.

## Geschiedenis
De Lamborghini Countach bestond al sinds 1974 en in 1985 vond Lamborghini het tijd om aan een opvolger te beginnen. Het duurde nog vijf jaar voor de Diablo voor het eerst aan het publiek getoond werd, op de tweede editie van de Lamborghini Day aan het Hotel de Paris in Monte Carlo.
Zoals meestal bij Lamborghini kwam de naam van de wagen uit het stierenvechten. Diablo was een stier uit de 19e eeuw die beroemd werd door een gevecht met toreador Chicorro. Diablo is tevens Spaans voor duivel.
Voor het ontwerp van de wagen contacteerde Lamborghini Marcello Gandini, die eerder de Miura en Countach voor Lamborghini had ontworpen. De Diablo werd een typische Lamborghini: laag, breed en agressief. De wagen heeft niet meer de grote luchthappers bovenaan zoals de Countach, die werden meer weggemoffeld achteraan. De Diablo behield wel de typische deuren van de Countach en de grote vleugel bleef nog optioneel beschikbaar. In 1987 werd Lamborghini deel van de Chrysler-groep en het ontwerp werd iets minder agressief gemaakt door het Chrysler Styling Center.
De Diablo kreeg in 1990 een 5,7 L V12-motor van 492 pk. De topsnelheid van de Diablo kwam oorspronkelijk op 325kmh te liggen, maar de Diablo GT liet later op de Nardo Ring een topsnelheid noteren van 338 km/u, ruim boven de vooropgestelde 315 km/u. Als materiaal voor het chassis en carrosserie werd composiet en aluminium gebruikt. De Diablo werd goed onthaald bij de pers en dat vertaalde zich ook meteen in de verkoopcijfers. Hij werd nog geproduceerd tot 2001, toen hij werd opgevolgd door de Lamborghini Murciélago.  De topsnelheid is in 1999 volgens fabrieksopgave verhoogd naar 335kmh door variable valve timing (1998) en een betere aerodynamica, ook door de verbeterde koplampen.

## Types
- Diablo (1990-1998)

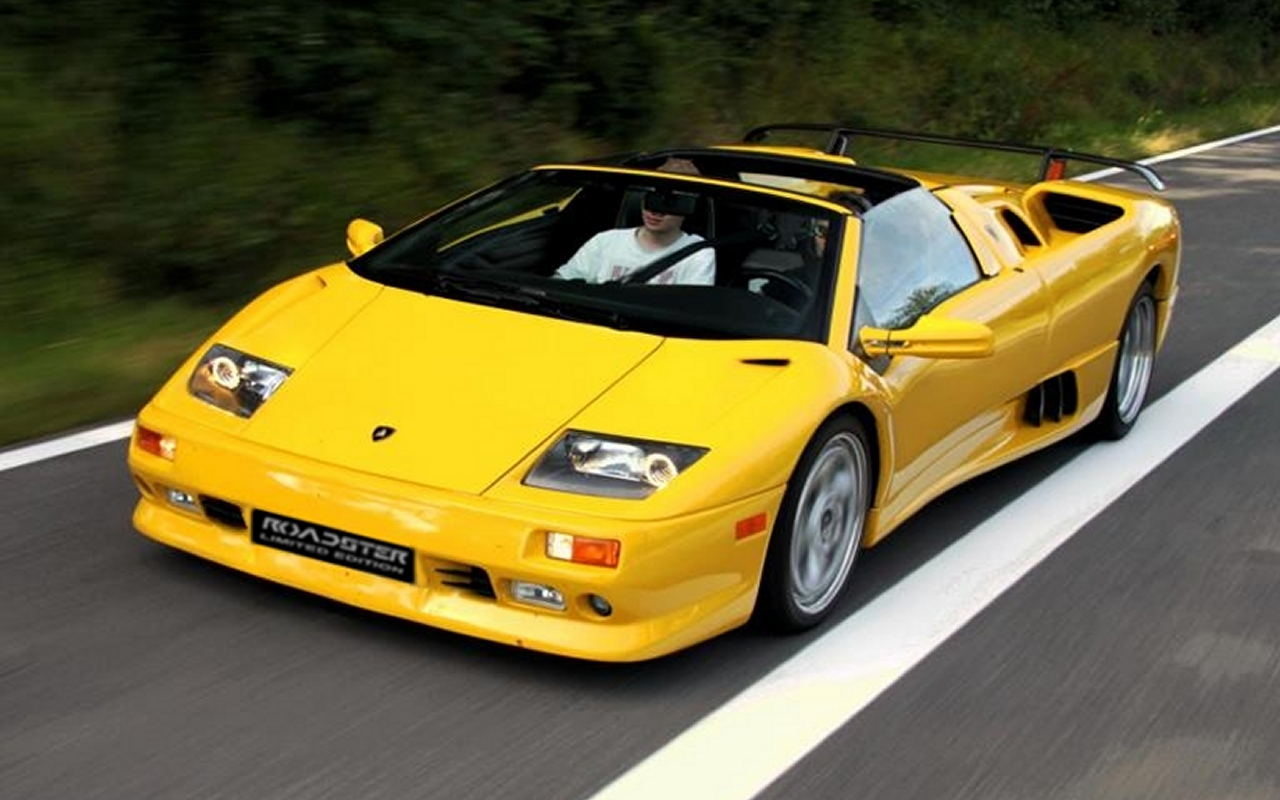
Diablo VT Roadster 1999

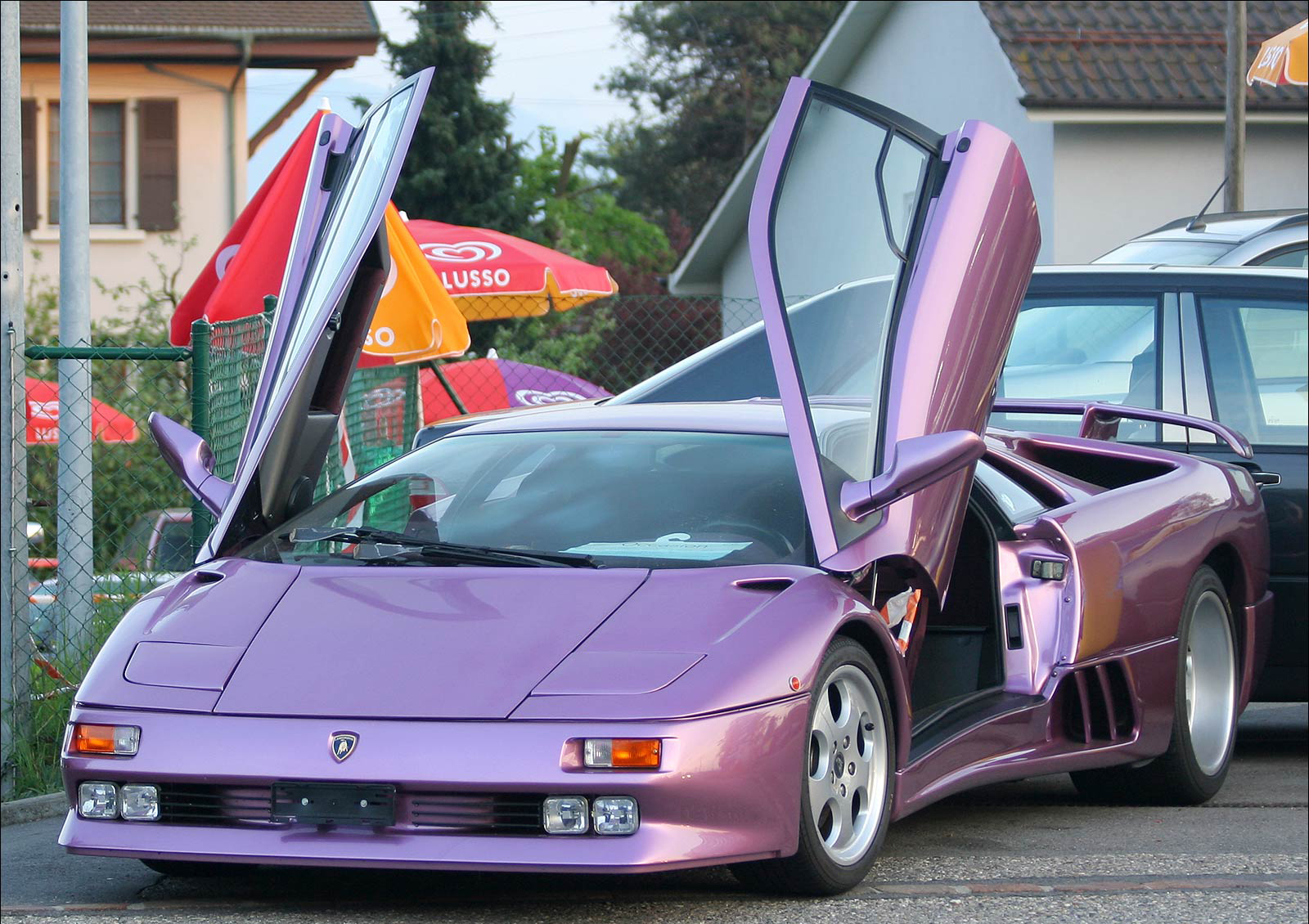
Lamborghini Diablo SE 30

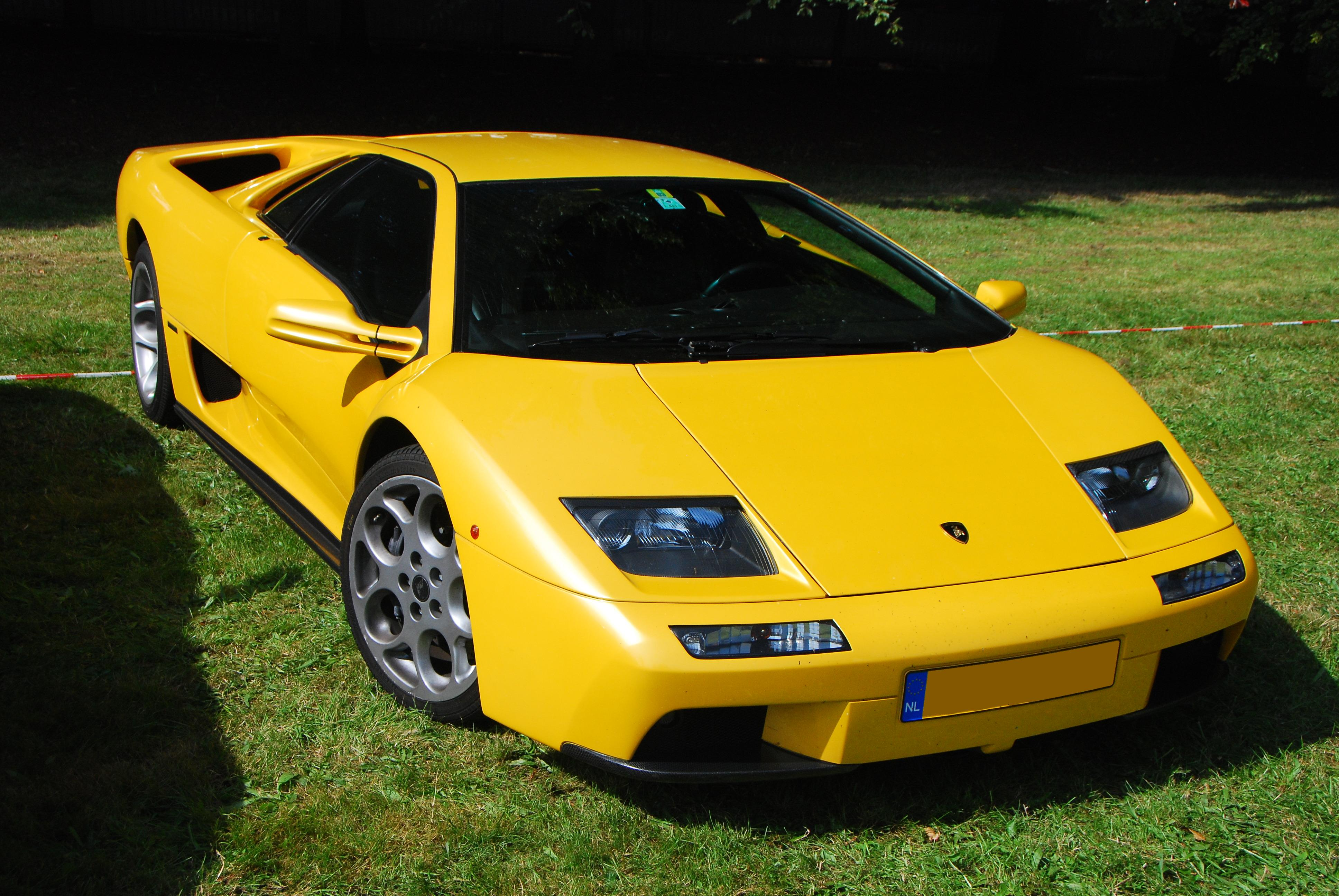
Lamborghini Diablo VT 6.0

- Diablo VT (1993-1998): de eerste Diablo met vierwielaandrijving. VT staat voor Viscous Traction en betekende dat van zodra de achterwielen grip verliezen, de voorwielen de tractie gaan overnemen.
- Diablo SE 30 (1994): een special edition, waarvan slechts 150 stuks van gebouwd zijn, om de 30e verjaardag van Lamborghini te vieren.
- Diablo SV (1995-1998): de Sport Veloce-versie van de Diablo kreeg in 1995 een motor van 510 pk. Het Sport Veloce-toevoegsel verwees naar de toen 25-jarige Miura SV.
- Diablo VT Roadster (1995-1997): de 1e cabrioletversie van de Diablo.
- Diablo VT Roadster (1995-1997): de 2e cabrioletversie van de Diablo met variable valve timing en grotere wielen van 17" naar 18". Het vermogen steeg naar 530 pk.
- Diablo VT Roadster (1999): een doorontwikkeling met vaste koplampen en het Audi dashboard.
- Diablo VT (1999): een verbeterde VT-versie die onder andere de updates van de SV kreeg. De openklappende koplampen werden vervangen door normale koplampen.
- Diablo SV (1999)
- Diablo GT (1999): een sportievere versie. De motor werd een 5992 cc-versie van de V12.
- Diablo VT 6.0 (2000): De laatste grote update van de Diablo in afwachting van de Murciélago. De Belg Luc Donckerwolke zorgde voor de opfrisbeurt.
- Diablo Millennium Roadster (2000): een gelimiteerde versie van de Diablo, er werden slechts 30 exemplaren van geproduceerd.
- Diablo VT 6.0 SE (2001)